# Polonia Poznań (rugby)
Polonia Poznań – były polski zespół rugby z siedzibą w Poznaniu będący sekcją klubu Polonia Poznań. Jeden z najbardziej utytułowanych klubów rugby w Polsce. Pięciokrotny mistrz Polski i czterokrotny zdobywca Pucharu Polski.

## Historia
- Rok 1964 był przełomowy dla poznańskiego rugby. Nieporozumienia jakie wystąpiły w Posnanii spowodowały, że część zawodników postanowiła opuścić drużynę, tworząc nowe zespoły. Dwaj z nich Bogusław Rybacki i Włodzimierz Woźniak założyli sekcję rugby przy Polonii Poznań, zaś Henryk Król, Bernard Wieczorek i Wojciech Spalony utworzyli sekcję przy AZS zespół AZS WSWF.
- W 1965, obie nowe drużyny jak i Posnania przystąpiły do rozgrywek ligowych. Kłopoty kadrowe Posnanii spowodowały jednak, że klub już po pierwszej kolejce wycofał się z rozgrywek. Traf chciał, że tym pierwszym rywalem była właśnie Polonia.
- Historyczne derby odbyły się 25 kwietnia, a Polonia wygrała je po zaciętym meczu 21-20. Natomiast w spotkaniach Polonii z AZS WSWF lepiej wypadła drużyna akademików wygrywając na Głównej 6-12 i remisując na własnym boisku 3-3. Dla AZS WSWF był to jednak jedyny sezon w lidze - klub nie mając środków próbował przenieść sekcję do KKS Lecha Poznań.
- W lutym 1966 zawodnicy AZS WSWF trafili w ostateczności do Polonii. Z połączenia tych przeciętnych drużyn powstała jedna dość silna, rokująca nadzieję na odegranie istotnej roli w polskim rugby. Tym bardziej, że w Polonii dobrze pracowano z młodzieżą (juniorzy prowadzeni przez Bogusława Rybackiego trzykrotnie w latach 1967-1969 zdobyli wicemistrzostwo Polski), a na dodatek sekcja rugby trafiła pod opiekę Poznańskiej Fabryki Łożysk Tocznych.
- Już w 1971, Polonia wywalczyła pierwsze mistrzostwo Polski.
- W 1972, Polonia skończyła sezon na IV miejscu, ale już następnym sezonie 1973 roku, wywalczyła brązowy medal.
- W 1974, tytuł mistrzowski wrócił na Główną i został tu przez następne dwa sezony 1975 i 1976.
- Sezon 1977 Polonia zakończyła tytułem wicemistrzowskim.
- W 1978, mistrzostwo Polski wróciło do Polonii, ale jak się okazało był to już ostatni tytuł mistrzowski w historii poznańskiego rugby.
- W 1980, Polonia zdobywa jeszcze tytuł wicemistrza Polski, ale sen o złotej Polonii został brutalnie zakończony na początku 1981, kiedy Poznańska Fabryka Łożysk Tocznych odmówiła dalszego sponsorowania.
- W 1989, próbowano reaktywować sekcję rugby w Polonii, ale nieskutecznie.

## Sukcesy
- Mistrzostwo Polski:  1971, 1974, 1975, 1976, 1978
- Puchar Polski:  1975, 1978, 1979, 1980
- Reprezentanci Polski - Henryk Krawczuk - 48 razy, Kazimierz Olejniczak - 42 razy, Bronisław Michalski, Marian Marcinkowski, Zdzisław Kulczynski i inni.